# Foramen parietal
La foramina parietal, también llamada foramina parietalis, es una enfermedad infantil que consiste en una anomalía en la osificación del cráneo que provoca defectos óseos simétricos de tamaño variable en el hueso parietal que se localizan a ambos lados de la sutura sagital, los cuales tienden a disminuir de tamaño con el paso del tiempo. La enfermedad es de origen genético y se debe a una mutación en los genes ALX4 situado en el brazo largo del cromosoma 11 y MSX2 localizado en el brazo largo del cromosoma 5. Es un trastorno poco frecuente que afecta a un niño por cada entre 15 000 y 50 000 nacimientos, por lo que se considera una enfermedad rara.

## Tipos
Según OMIM existe tres tipos de agujeros parietales agrandados o agujeros parietales permanentes:
- Agujeros Parietales 1; PFM1

Causado por una mutación heterocigótica en el gen MSX2 ( 123101 ) en el cromosoma 5q35.
- Agujeros Parietales 2; PFM2

Causado por una mutación heterocigótica en el gen ALX4 ( 605420 ) en el cromosoma 11p11.
- Agujeros parietales 3; PFM3

Nuevo locus asignado a cromosoma 4q21-q23